# Chris Calor

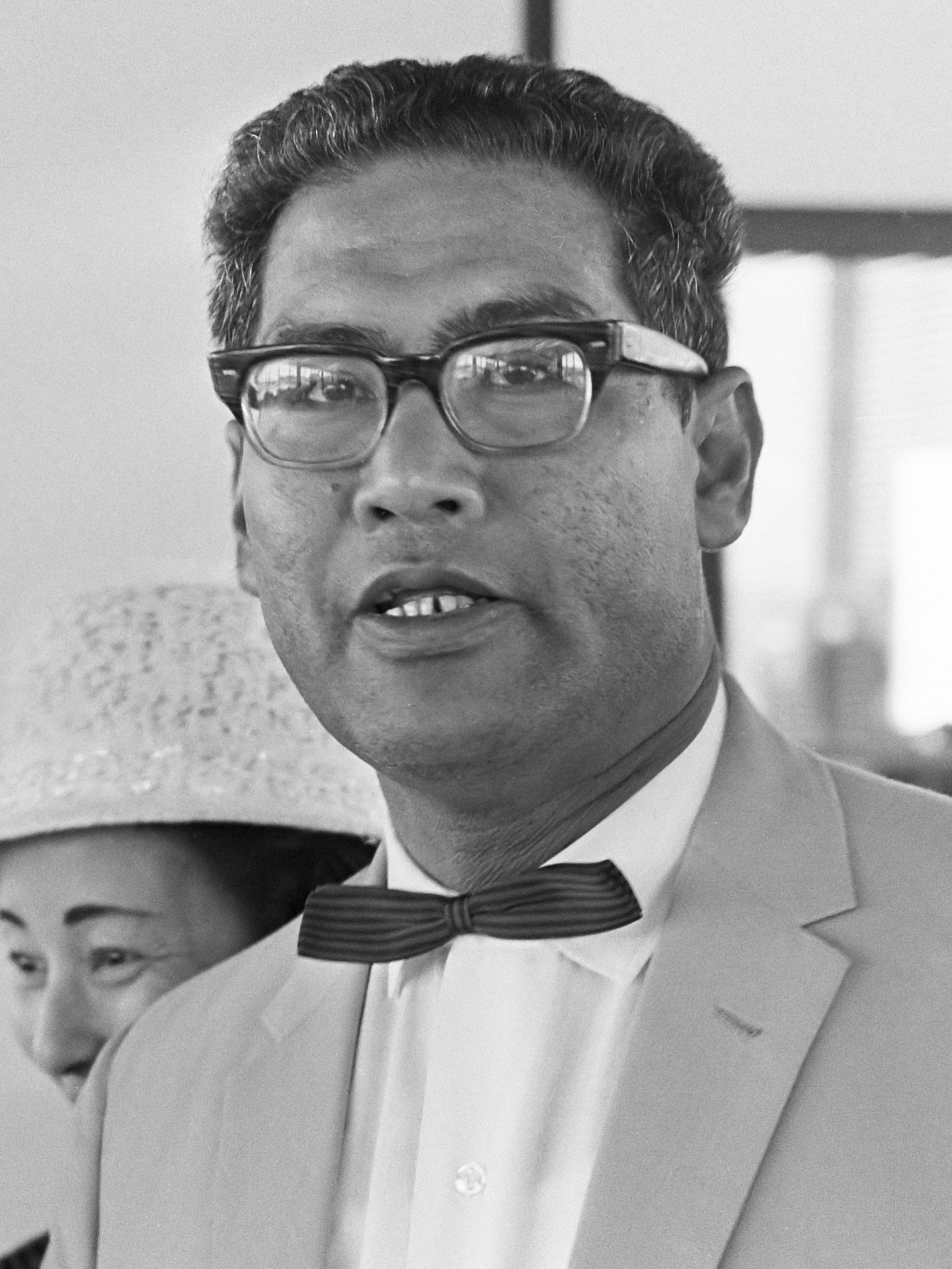
Chris Calor (1967)

Christiaan Frerik (Chris) Calor (1924 – 26 mei 1975) was een Surinaams politicus.
Hij werd geboren als zoon van Albert Calor, een onderwijzer die later directeur zou worden van de Hendrikschool en ook van 1938 tot 1946 lid geweest is van de Staten van Suriname. Zelf ging hij in 1944 werken bij de overheid na het behalen van het landmeters diploma en in 1956 volgde hij Uriah Morpurgo op als Gouvernements-Landmeter. Toen in 1958 het departement van Opbouw werd ingesteld werd hij daar onderdirecteur. Bij de verkiezingen in 1963 voor de Staten van Suriname werd hij als NPS-kandidaat gekozen. Ook bij de verkiezingen van 1967 werd hij verkozen waarna hij in mei van dat jaar minister van Mijnbouw, Bosbouw en Domeinen (de nieuwe naam voor het ministerie van Opbouw) werd. In de media werd gespeculeerd dat hij zijn tweelingbroer Bert, die eveneens landmeter was, bevoordeeld zou hebben met overheidsopdrachten. Chris Calor zou bovendien René Cambridge van de Geologisch Mijnbouwkundige Dienst (GMD) onder druk hebben gezet om 25.000 Surinaamse gulden, die Bert Calor bij de GMD geclaimd had, uit te betalen hoewel zij die bewering betwistte. Begin 1969 viel het tweede kabinet-Pengel waarmee aan zijn ministerschap een einde kwam. Bij verkiezingen later dat jaar werd hij opnieuw verkozen als Statenlid. In 1972 ging Calor met pensioen en na een ziekteperiode van twee jaar overleed hij in 1975 op 50-jarige leeftijd.